# Tocata y fuga en fa mayor, BWV 540

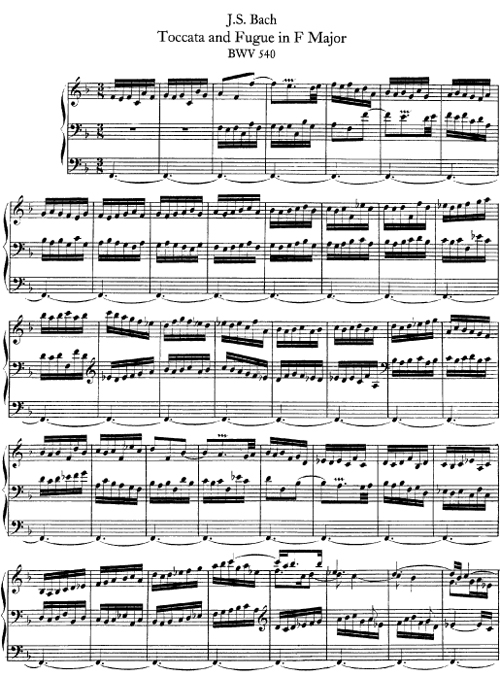
Primera página de Tocata y fuga, BWV 540.

La Tocata y fuga en fa mayor, BWV 540 es una composición de órgano de Johann Sebastian Bach. Se considera que la tocata fue escrita hacia 1714, mientras que la fuga antes de 1731. Algunos estudiosos creen que esta pieza puede ser el resultado de la unión de dos obras.

## Análisis

### Tocata
La tocata comienza con un gran canon lineal (tema de imitación, una mano imita a la otra) en un pedal en fa mayor. Que es seguido por un solo de pedal improvisando. El canon se reitera con algunas variaciones en la dominante (do mayor). Esta vez las manos se conectan, la mano izquierda lleva a la derecha. Esto ocurre nuevamente, luego de otro extenso solo de pedal. El movimiento de concierto tiene una estructura de siete partes. Johann Sebastian Bach incluyó su propio apellido dentro de la música: en un momento en la parte del pedal aparecen sucesivamente las notas (en el idioma alemán, en el primer tiempo de cuatro compases consecutivas) B - A - C - H. Estas notas son: si bemol, la, do' y si natural.

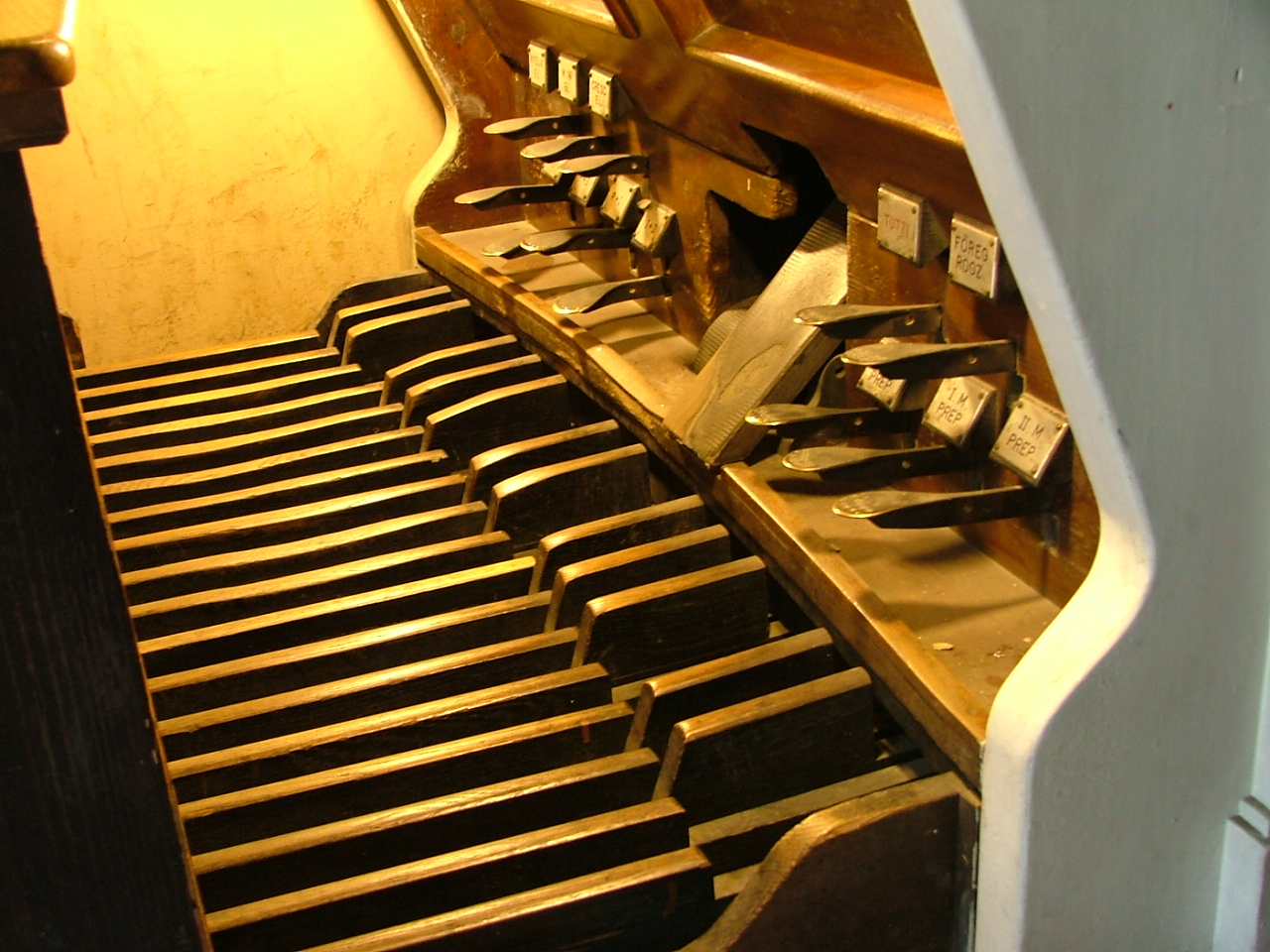
La tocata tiene varios solos de pedal, el mismo tiene una destacable actuación en todo el movimiento.

Hermann Keller expresa su éxtasis de la siguiente manera:

Al comienzo de la extensa construcción lineal de las dos voces del canon, la tranquilidad orgullosa de los solos de pedal, las pinceladas de los acordes penetrantes, el repunte ardiente del segundo tema, el audaz cambio modulador, la interioridad de los tres movimientos de menor importancia, el esplendor del final con la inversión famosa del acorde de séptima, ¿quién no se dejaría cautivar por eso?

### Fuga
El primer sujeto de la fuga es cromático y ornamental. El segundo tiene una gran cantidad de modulación de los turnos y en ocasiones se presentó inicialmente como la lucha contra el sujeto de la primera. La fuga se trata de una doble fuga, donde dos sujetos se exponen en las secciones por separado y luego se juntan. El efecto se ve reforzado por el aumento de la actividad rítmica del segundo sujeto y por el uso más frecuente de la modulación en la parte final de la fuga.
La tocata en fa mayor, con sus solos de pedal y su virtuosismo en el manual, contrasta fuertemente con la apertura más sobria de la fuga. Ambos representan dos aspectos diferentes de la influencia italiana: los ritmos motores y secuenciales de la tocata, y el contrapunto tradicional de la fuga, con su cromatismo, suspensiones armónicas, y sucesión ininterrumpida de los sujetos y respuestas. Estas técnicas son muy similares a las utilizadas en la "dórica" Tocata y fuga en re menor, BWV 538.